# 蓬萊町 (福島市)
蓬萊町（ほうらいちょう）は、福島県福島市の地名で、蓬萊支所所管にあたる蓬萊地域内である。

## 概要
蓬萊町とは、清水町と田沢と松川町浅川の各一部を住居表示実施をして生まれた町名である。
主に奥州街道清水町宿の東裏側に位置する高台を切り開き、新興住宅地「蓬萊ニュータウン」として整備された地区である。
町単体で教育施設や行政機関などが揃っている反面、大雪時など不慮の事態には、福島市都心部との行き来が遮断されるなどのデメリットも持ち合わせている。

## 地理
蓬萊地域の中南部に位置する。
河川・橋
- 田沢川
  - 壇の前橋
  - 十二御前橋
  - 山の内前橋

## 世帯数と人口
2017年（平成29年）6月30日現在の世帯数と人口は以下の通りである。
| 町丁   | 世帯数    | 人口    |
| ------ | --------- | ------- |
| 蓬萊町 | 4,043世帯 | 9,231人 |

## 施設
行政
- 福島市役所蓬萊支所
- 福島市蓬莱学習センター

公園
- 蓬萊中央公園
- 蓬萊緑地
- 蓬萊緑道
- 田沢川緑地
- 荻公園

教育
- 福島市立蓬萊中学校
- 福島市立蓬萊小学校
- 福島市立蓬萊東小学校
- 福島県警察学校

企業・団体
- ムネカタ株式会社
- 福島県薬剤師会

施設
- 蓬萊団地